# Fish Camp
Fish Camp est une localité américaine du comté de Mariposa, en Californie. Elle est située au sein de la forêt nationale de Sierra.

## Démographie
| 2000 | 2010 | - | - | - | - |
| ---- | ---- | - | - | - | - |
| 42   | 59   | - | - | - | - |